# Saint-Bauzeil
 Saint-Bauzeil  es una población y comuna francesa, en la región de Mediodía-Pirineos, departamento de Ariège, en el distrito de Pamiers y cantón de Varilhes.

## Demografía
| 42 | 48 | 44 | 58 | 51 | 56 |
| Para los censos de 1962 a 1999 la población legal corresponde a la población sin duplicidades (Fuente: INSEE [Consultar]) |    |    |    |    |    |